# Saint-Aubin-sous-Erquery
Saint-Aubin-sous-Erquery è un comune francese di 327 abitanti situato nel dipartimento dell'Oise della regione dell'Alta Francia

## Società

### Evoluzione demografica
Abitanti censiti